# Geox

Animazione di una scarpa Geox

Geox S.p.A. è una società italiana specializzata nel settore delle calzature e dell’abbigliamento casual, fondata nel 1995 dall'imprenditore Mario Moretti Polegato. Il nome "geo" deriva dal greco γη (ghe, "terra"), la "x" sta per tecnologia.
L'azienda produce le proprie scarpe principalmente all’estero. A Vranje, in Serbia, alla fine del 2016 è entrato in funzione uno stabilimento di proprietà, che è stato chiuso nel luglio 2021 come conseguenza del calo delle produzioni dovuto alla pandemia di Covid-19.
La sede amministrativa è situata a Montebelluna (Treviso).
L'azienda inoltre distribuisce i propri prodotti con una rete di negozi a marchio Geox presente in tutto il mondo (circa 1000 nel 2020). Nel 2021, 2022 e nel 2024 ha ricevuto il riconoscimento quale migliore insegna di calzature.
Dal dicembre 2004 è quotata alla Borsa di Milano, dove è presente nell'indice FTSE Italia Small Cap.

## Il gruppo
Geox si è attestata al primo posto in Italia e al secondo nel mondo per numero di capi commercializzati nel comparto del lifestyle-casual footwear.
Nel 2016 il fatturato (900,8 milioni di euro) era cresciuto del 3%. Il 91% proveniva dalle calzature, il 9% dall'abbigliamento. Il 70% dei ricavi era dovuto alle esportazioni: buona parte (il 44%) in Europa (in particolare dai mercati tedesco, francese, spagnolo); il mercato statunitense incideva per il 6,7%, gli altri paesi per il 19,3%.
Dopo un periodo di vendite in flessione, da gennaio 2017 l'amministratore delegato è diventato Gregorio Borgo, subentrando a Giorgio Presca. Dopo un anno, nuovo cambio al vertice: lascia Borgo e, a febbraio 2018, arriva Matteo Mascazzini. Nel 2020 viene nominato Livio Libralesso, al quale subentra nel 2024, Enrico Mistron, manager che vanta una carriera di successo in Luxottica.
Nel 2021 il fatturato si è attestato a 608,9 milioni di euro. Il 90% proviene dalle calzature, il 10% dall'abbigliamento. Il 75% dei ricavi è dovuto alle esportazioni: buona parte (il 45%) è realizzato in Europa. Nel 2023 il fatturato arriva a 720 milioni di euro.
Nel 2013 ha aderito allo Standard Internazionale Fur Free che prevede l'eliminazione dei capi in pelliccia animale. Di conseguenza, a partire dalla collezione autunno-inverno 2013/14, utilizza solo pelliccia ecologica, ovvero di origine non animale.

## I brevetti
Geox ha in totale 61 brevetti. In grande maggioranza per le scarpe in gomma, in cuoio, sportive ed anfibie che permettono una traspirazione della scarpa attraverso dei microfori, impedendo con una membrana il passaggio dell'acqua.
Ha anche un brevetto per la traspirazione dell'abbigliamento attraverso degli aeratori, impedendo sempre con una membrana il passaggio dell'acqua.

## Azionariato
- Mario Moretti Polegato - 70,98% attraverso la finanziaria di famiglia, Lir, controllata per l'85% da Mario Moretti Polegato e per il 15% dal figlio Enrico.[17]
- Flottante - 29,02%